# James Anderson
James Anderson (Aberdeen, Escócia 1679 - Londres 1739) foi educado em Aberdeen, na Escócia. Ordenado ministro da Igreja da Escócia em 1707, deslocou-se para Londres, onde ministrou na congregação da Glass House Street até 1710, na Igreja Presbiteriana na Swallow Street até 1734, e na Lisle Street Chapel até a data da sua morte. James Anderson é sobretudo conhecido pela sua associação com a Maçonaria.

## Constituição de Anderson
Anderson era um Mestre Maçom de uma loja maçônica, e um Grande Oficial da Loja de Londres em Westminster. Em Setembro de 1721 a Grande Loja encomendou-lhe uma história de maçons, que foi publicada em 1723 como a Constituição dos Maçons Livres. O nome de Anderson não aparece na folha de rosto do livro, mas sua autoria está declarada em um apêndice.
A Constituição foi também editada e reproduzida por Benjamin Franklin na Filadélfia em 1734, sendo o primeiro livro maçônico impresso na América. Uma segunda edição de Londres, expandida, surgiu em 1738. Essa obra foi traduzida em diversas línguas, incluindo holandês (1736), alemão (1741) e francês (1745).

## Outras publicações
- Royal Genealogies (1732)
- A Defence of Masonry (1738?)
- News from Elysium (1739)
- A Genealogical History of the House of Yvery (1742)